# Leybold Optics
Koordinaten: 50° 5′ 43,3″ N, 9° 2′ 28,8″ O
Leybold Optics ist ein Geschäftsbereich des Schweizer Technologiekonzerns Bühler AG mit Sitz in Alzenau, Deutschland. In der Vakuumtechnologie und optischen Feinmechanik gehört er zu den weltweiten Marktführern.
Das Unternehmen befasst sich mit der Entwicklung und Herstellung von Sondermaschinen und Anlagen zur Beschichtung von Gläsern mit speziellen Dünnschichten. Der Sitz im unterfränkischen Alzenau befindet sich direkt neben der ehemaligen Leybold-Tochter Applied Materials.

## Geschichte

Logo bis 2012

Die Wurzeln gehen zurück auf den Erfinder Ernst Leybold. Seit der Teilung der ehemaligen Leybold AG 1994 führt sie deren früheren Unternehmensbereich „Optische Schichten“ fort.
Sie gehörte seit 2001 zur schwedischen EQT-Investmentgruppe, der Voreigentümer war die Schweizer Firma Unaxis und wurde 2011 von EQT zum Kauf angeboten. 2012 wurde das Unternehmen vom Schweizer Technologieunternehmen Bühler AG übernommen.

Im Zuge einer Portfolio-Optimierung Anfang des Jahres 2013, wollte die Bühler AG den Geschäftsbereich Solar mit Standort Dresden an einen chinesischen Investor verkaufen, musste aber im November 2013 diesen Bereich doch schließen, ohne einen Sozialplan anzuwenden.

## Produkte
Produkte, die mit diesen Anlagen beschichtet werden können, sind überwiegend Gläser, Prismen und Glasscheiben für die Anwendung im Industrie- und Privatkundenbereich. Ein weiteres großes Feld sind auch Linsen für das menschliche Auge für Brillen und Kameras, die mit diversen aufwändigen Verfahren (z. B. PECVD) vergütet werden und auch in der Chemie und Medizintechnik angewendet werden können. Die optischen Schichten dienen meistens der Oberflächenhärtung sowie der Vermeidung von Reflexionen. Hauptabnehmer sind Unternehmen wie Carl Zeiss, Essilor, Siemens und Röhm-Pharma.